# Phaedranassa brevifolia
Phaedranassa brevifolia är en amaryllisväxtart som beskrevs av Alan W. Meerow. Phaedranassa brevifolia ingår i släktet Phaedranassa och familjen amaryllisväxter. Inga underarter finns listade i Catalogue of Life.